# Hedyotis scabridifolia
Hedyotis scabridifolia är en måreväxtart som beskrevs av Ryozo Kanehira. Hedyotis scabridifolia ingår i släktet Hedyotis och familjen måreväxter.

## Underarter
Arten delas in i följande underarter:
- H. s. scabridifolia
- H. s. stonei